# Tetrafluoroborato de ferrocênio
Tetrafluoroborato de ferrocênio é um composto organometálico de fórmula [Fe(C5H5)2]BF4. Este sal é composto pelo cátion [Fe(C5H5)2]+ e do ânion tetrafluoroborato (BF4-). O relacionado hexafluorofosfato é também um reagente popular com propriedades semelhantes. O cátion é muitas vezes abreviado Fc+. O sal é azul escuro e paramagnético.

## Preparação
Disponível comercialmente, este composto pode ser praparado oxidando ferroceno com tetrafluoroborato de nitrosila.